# Zhongxing
A Vila de Zhongxing é uma cidade chinesa localizada em Nantou, na província de Taiwan. Também chamada de Vila de Chunghsing ou Vila de Jhongsing.
O termo zhōngxīng, que deu origem ao nome da vila, significa "ressurgimento da prosperidade".
Zhongxing é uma cidade planejada construida recentemente, com todos as edificações sob propriedade do governo, seu desenvolvimento é rigorosamente controlado e planejado.
Taipei, atual capital da China, foi também capital da província de Taiwan até 1956. Como a mudança da capital foi feita por um governo que a República da China não reconhece como legítimo, em seus mapas oficiais Taipei ainda aparece como capital de Taiwan.

## História
Taipé, a capital temporária e sede do governo da República da China (Taiwan), foi também a capital da província de Taiwan de setembro de 1945 até 1956. O terreno foi quebrado na aldeia em 4 de novembro de 1955, e os ramos do governo começaram a se mover em 5 de julho de 1956. O governo provincial realizou sua primeira reunião em Zhongxing New Village em 27 de novembro de 1957, e o edifício da administração provincial começou a ser usado em 1 de julho de 1957.